# Чуян, Владимир Дорофеевич
Владимир Дорофеевич Чуян (29 сентября 1940, Магнитогорск, Челябинская область, СССР, — 28 декабря 2002, Магнитогорск, Челябинская область, Россия) — советский стрелок, подполковник милиции.

## Биография
В 1958 году после окончания школы поступил на службу в милицию. В то же время начал заниматься в секции пулевой стрельбы.
Выступал за «Динамо» (Челябинск).
Мастер спорта СССР.
Семикратный чемпион СССР лично и в составе команды (1961—1963), неоднократный серебряный и бронзовый призер.
В 1962 году стал двукратным чемпионом мира в составе команды и серебряным призером чемпионата.
В 1964 году участвовал в летних Олимпийских играх.
В 1965 году стал трехкратным чемпионом Европы в составе команды и бронзовым призером чемпионата.
В 1972 году окончил Высшую школу МВД СССР. До выхода на пенсию служил дежурным помощником начальника Правобережного РОВД Магнитогорска.